# Scolosanthus acunae
Scolosanthus acunae là một loài thực vật có hoa trong họ Thiến thảo. Loài này được Borhidi & O.Muñiz miêu tả khoa học đầu tiên năm 1983.